# Bauhinia
- Commons
- Wikispecies

Bauhinia (L.), é um gênero da família das leguminosas (Subfamília Cercidoideae) com mais de 300 espécies sendo que no Brasil encontra-se cerca de 200 espécies. Pertence a esse gênero a pata-de-vaca (unha-de-vaca, casco-de-vaca), árvore muito ornamental muito utilizada no paisagismo e na arborização urbana.

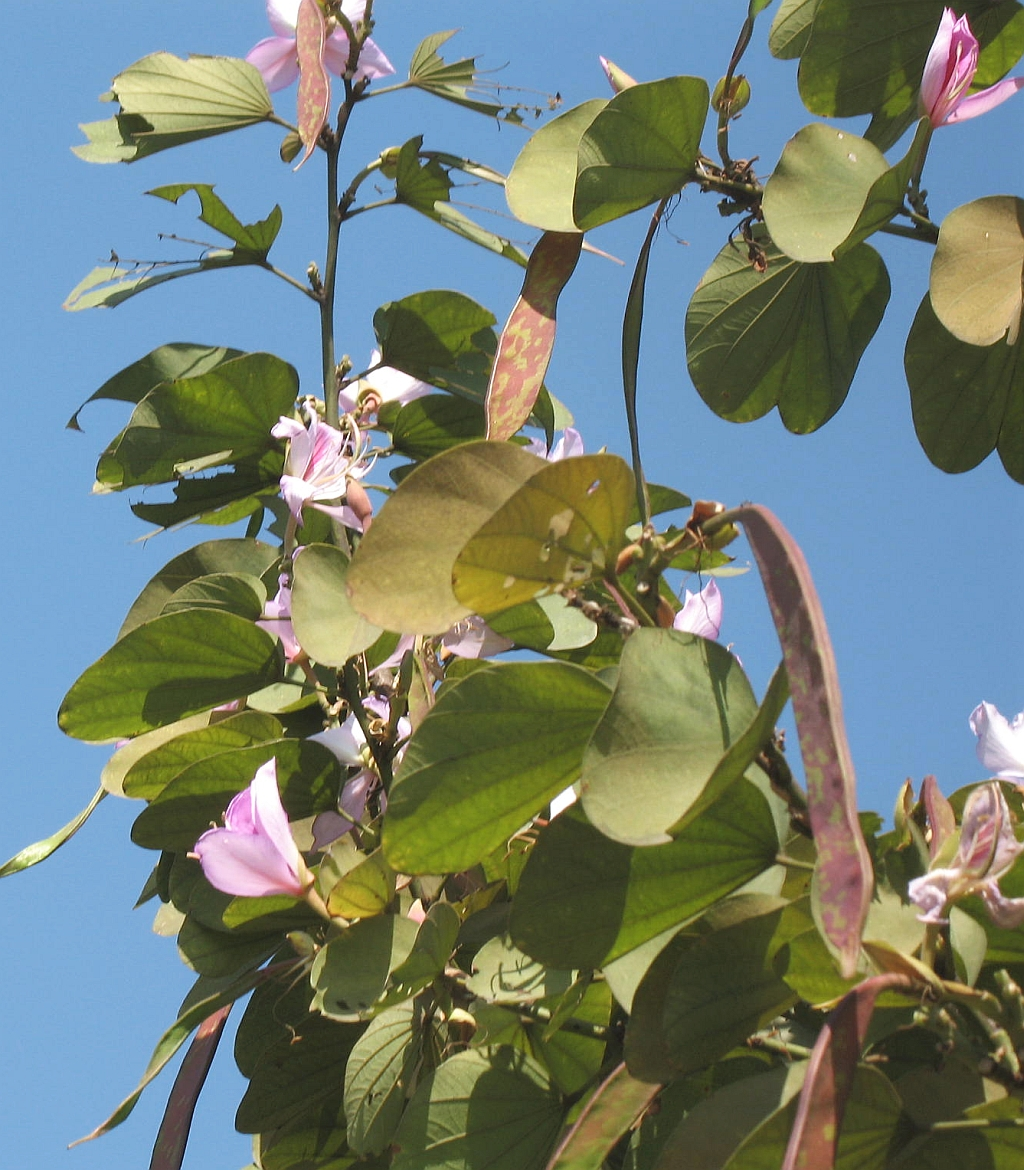
Folhas, flores e frutos.

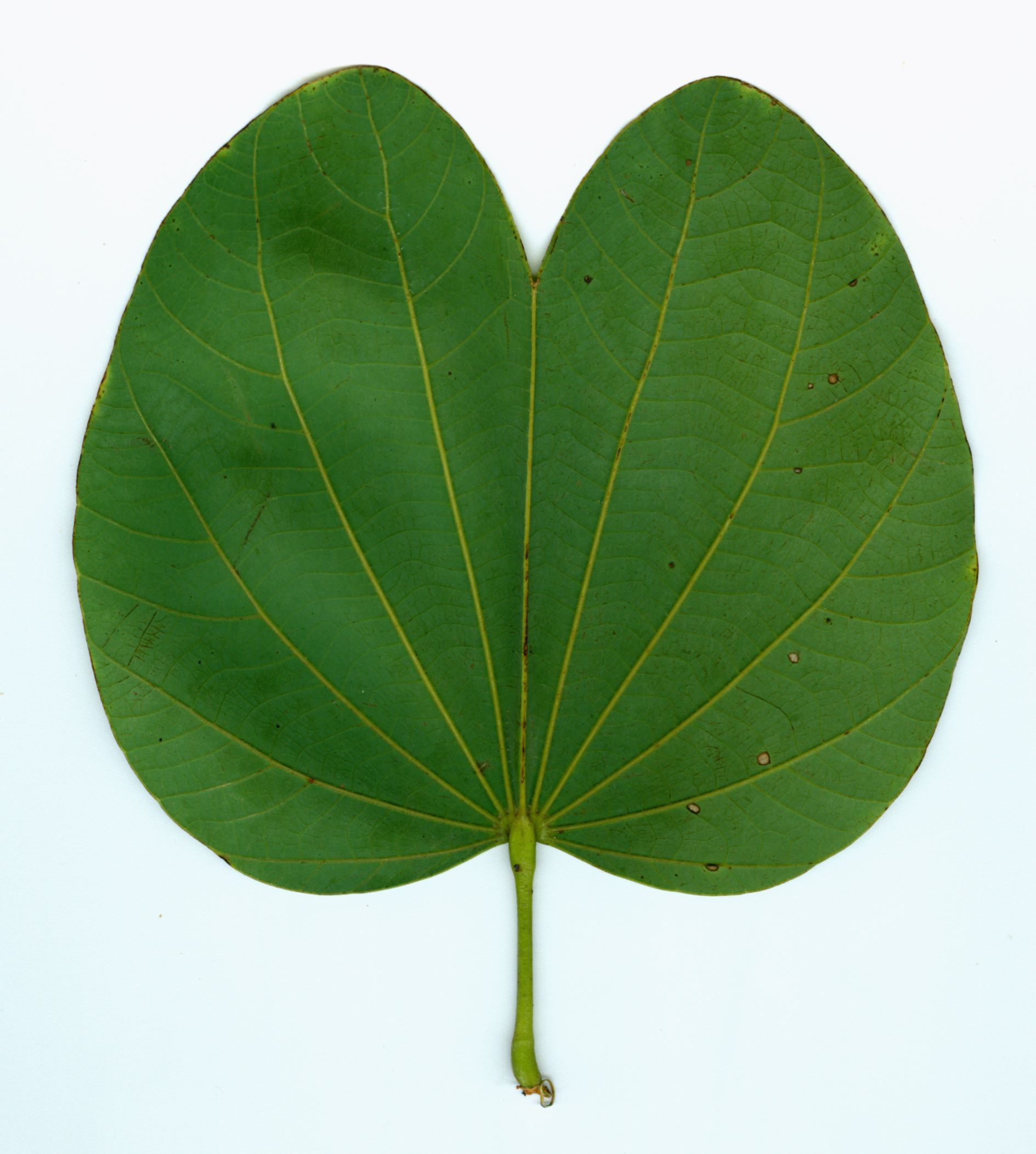
O gênero Bauhinia caracteriza-se por apresentar folha bilobada (Castro et al, 2009 o.c,)

Bauhinia variegata var.

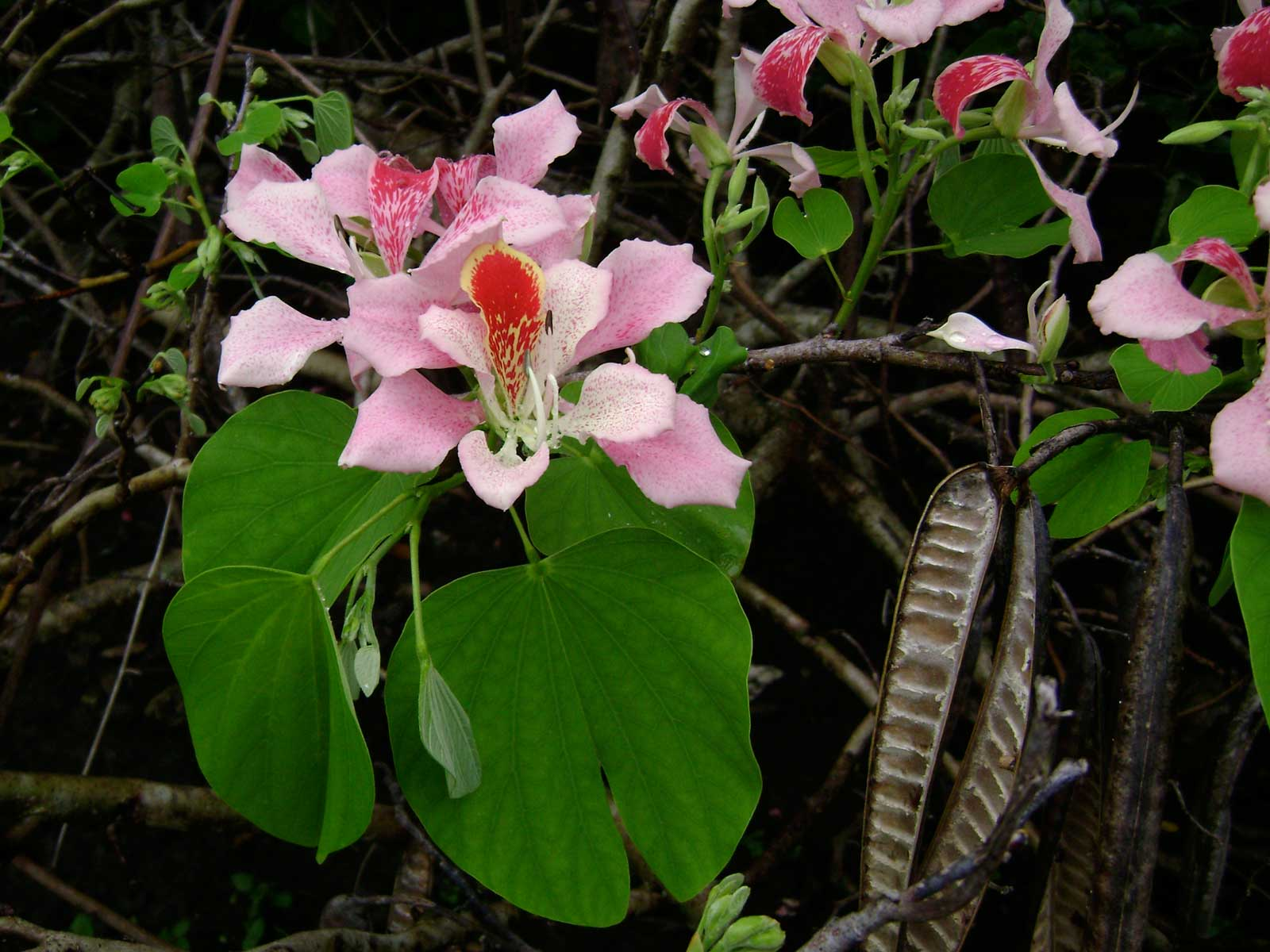
Bauhinia monandra var.

## Espécies
- Bauhinia accrescens Killip & J.F.Macbr.
- Bauhinia acreana Harms
- Bauhinia aculeata L.
- Bauhinia acuminata L.
- Bauhinia acuruana Moric.
- Bauhinia aherniana Perkins
- Bauhinia alata Ducke
- Bauhinia altiscandens Ducke
- Bauhinia amambayensis Fortunato
- Bauhinia ampla Span.
- Bauhinia anamesa J.F.Macbr.
- Bauhinia anatomica Link
- Bauhinia andersonii K.Larsen & S.S.Larsen
- Bauhinia andrieuxii Hemsl.
- Bauhinia angulicaulis Harms
- Bauhinia angulosa Vogel
- Bauhinia ankarafantsikae Du Puy & R.Rabev.
- Bauhinia anomala Hassl.
- Bauhinia apertilobata Merr. & F.P.Metcalf
- Bauhinia arborea Wunderlin
- Bauhinia argentinensis Burkart
- Bauhinia armata Otto
- Bauhinia aromatica Ducke
- Bauhinia augustii Harms
- Bauhinia aurantiaca Bojer
- Bauhinia aurea H.Lev.
- Bauhinia aureifolia K.Larsen & S.S.Larsen
- Bauhinia aureopunctata Ducke
- Bauhinia baina J.F.Macbr.
- Bauhinia bartlettii B.L. Turner
- Bauhinia bassacensis Gagnep.
- Bauhinia bauhinioides (Mart.) J.F.Macbr.
- Bauhinia beguinotii Cufod.
- Bauhinia bicolor D.Dietr.
- Bauhinia bidentata Jack
- Bauhinia binata Blanco
- Bauhinia blakeana Dunn
- Bauhinia bohniana L.Chen
- Bauhinia bombaciflora Ducke
- Bauhinia bowkeri Harv.
- Bauhinia brachycalyx Ducke
- Bauhinia brachycarpa Benth.
- Bauhinia bracteata (Benth.) Baker
- Bauhinia brasiliensis Vogel
- Bauhinia brevicalyx Du Puy & R.Rabev.
- Bauhinia brevipedicellata Jarvie
- Bauhinia brevipes Vogel
- Bauhinia burbidgei Stapf
- Bauhinia burchellii Benth.
- Bauhinia buscalionii Mattei
- Bauhinia calciphila D.X. Zhang & T.C. Chen
- Bauhinia calliandroides Rusby
- Bauhinia caloneura Malme
- Bauhinia calycina Gagnep.
- Bauhinia campanulata S.S.Larsen
- Bauhinia campestris Malme
- Bauhinia candelabriformis Cowan
- Bauhinia capuronii Du Puy & R.Rabev.
- Bauhinia carcinophylla Merr.
- Bauhinia cardinalis Gagnep.
- Bauhinia carronii F.Muell.
- Bauhinia carvalhoi Vaz
- Bauhinia cataholo Hoehne
- Bauhinia catingae Harms
- Bauhinia cercidifolia D.X. Zhang
- Bauhinia chalcophylla L.Chen
- Bauhinia chalkos Cowan
- Bauhinia championii (Benth.) Benth.
- Bauhinia chapadensis Malme
- Bauhinia chapulhuacania Wunderlin
- Bauhinia cheilantha (Bong.) Steud.
- Bauhinia cinnamomea DC.
- Bauhinia claviflora L.Chen
- Bauhinia clemensiorum Merr.
- Bauhinia coccinea (Lour.) DC.
- Bauhinia coclensis R. Torres
- Bauhinia comosa Craib
- Bauhinia concinna Drake
- Bauhinia concreta Craib
- Bauhinia confertiflora Benth.
- Bauhinia conwayi Rusby
- Bauhinia cookii Britton & Rose
- Bauhinia corniculata Benth.
- Bauhinia coronata Benth.
- Bauhinia corymbosa Roxb.
- Bauhinia coulteri J.F.Macbr.
- Bauhinia crudiantha (de Wit) Cusset
- Bauhinia cunninghamii (Benth.) Benth.
- Bauhinia cuprea Ridl.
- Bauhinia cupreonitens Ducke
- Bauhinia cupulata Benth.
- Bauhinia curtisii Prain
- Bauhinia curvula Benth.
- Bauhinia cuyabensis Steud.
- Bauhinia damiaoshanensis T.Chen
- Bauhinia decandra Du Puy & R.Rabev.
- Bauhinia decumbens Henderson
- Bauhinia delavayi Franch.
- Bauhinia deserti (Britton & Rose) Lundell
- Bauhinia dewitii K.Larsen & S.S.Larsen
- Bauhinia didyma L.Chen
- Bauhinia dimorphophylla Hoehne
- Bauhinia dioscoreifolia L.Chen
- Bauhinia dipetala Hemsl.
- Bauhinia diphylla Buch.-Ham.
- Bauhinia divaricata L.
- Bauhinia divergens Baker
- Bauhinia dolichocalyx Merr.
- Bauhinia dubia Vogel
- Bauhinia dumosa Benth.
- Bauhinia eilertsii Pulle
- Bauhinia ellenbeckii Harms
- Bauhinia elmeri Merr.
- Bauhinia elongipes R.S. Cowan
- Bauhinia endertii K.Larsen & S.S.Larsen
- Bauhinia erythrantha Ducke
- Bauhinia erythrocalyx Wunderlin
- Bauhinia erythropoda Hayata
- Bauhinia esquirolii Gagnep.
- Bauhinia estrellensis Hassl.
- Bauhinia excelsa (Miq.) Prain
- Bauhinia excurrens Stapf
- Bauhinia exellii Torre & Hillc.
- Bauhinia fabrilis (de Wit) K. & S.S.Larsen
- Bauhinia farek Desv.
- Bauhinia ferruginea Roxb.
- Bauhinia finlaysoniana (Benth.) Baker
- Bauhinia flagelliflora Wunderlin
- Bauhinia flava (de Wit) Cusset
- Bauhinia flexuosa Moric.
- Bauhinia floribunda Desv.
- Bauhinia foraminifer Gagnep.
- Bauhinia forficata Link
- Bauhinia foveolata Dalzell
- Bauhinia franckii K.Larsen & S.S.Larsen
- Bauhinia fryxellii Wunderlin
- Bauhinia fulva Korth.
- Bauhinia fusconervis D.Dietr.
- Bauhinia galpinii N.E.Br.
- Bauhinia gardneri Benth.
- Bauhinia geminata Vogel
- Bauhinia gilesii F.Muell. & Bailey
- Bauhinia gilva (Bailey) Govaerts
- Bauhinia glabra Jacq.
- Bauhinia glabrifolia (Benth.) Baker
- Bauhinia glabristipes (de Wit) Cusset
- Bauhinia glauca (Benth.) Benth.
- Bauhinia glaziovii Taub.
- Bauhinia godefroyi Gagnep.
- Bauhinia goyazensis Harms
- Bauhinia gracillima (de Wit) Cusset
- Bauhinia grandidieri Baill.
- Bauhinia grandifolia D.Dietr.
- Bauhinia grazielae Vaz
- Bauhinia grevei Drake
- Bauhinia guentheri Harms
- Bauhinia guianensis Aubl.
- Bauhinia gypsicola McVaugh
- Bauhinia hagenbeckii Harms
- Bauhinia hainanensis Merr. & Chun
- Bauhinia harmsiana Hosseus
- Bauhinia haughtii Wunderlin
- Bauhinia havilandii Merr.
- Bauhinia hendersonii (de Wit) Cusset
- Bauhinia herrerae (Britton & Rose) Standl. & Stey
- Bauhinia hiemalis Malme
- Bauhinia hildebrandtii Vatke
- Bauhinia hirsuta Weinm.
- Bauhinia hirsutiflora Vaz
- Bauhinia hirsutissima Wunderlin
- Bauhinia hirta Steud.
- Bauhinia hookeri F.Muell.
- Bauhinia huberi Ducke
- Bauhinia humilis Rusby
- Bauhinia hymenaeifolia Hemsl.
- Bauhinia hypochrysa T.Chen
- Bauhinia hypoglauca T.Chen
- Bauhinia integerrima Benth.
- Bauhinia integrifolia Roxb.
- Bauhinia involucellata Kurz
- Bauhinia involucrans Gagnep.
- Bauhinia japonica Maxim.
- Bauhinia jenningsii P.Wilson
- Bauhinia jucunda Brandegee
- Bauhinia kalantha Harms
- Bauhinia khasiana Baker
- Bauhinia kingii Prain
- Bauhinia kleiniana Burkart
- Bauhinia klugii Standl.
- Bauhinia kockiana Korth.
- Bauhinia kostermansii K.Larsen & S.S.Larsen
- Bauhinia kunthiana Vogel
- Bauhinia kurzii Prain
- Bauhinia lakhonensis Gagnep.
- Bauhinia lambiana Baker f.
- Bauhinia lamprophylla Harms
- Bauhinia leiopetala Benth.
- Bauhinia leptantha Malme
- Bauhinia leucantha Thulin
- Bauhinia lingua DC.
- Bauhinia lingyuenensis T.Chen
- Bauhinia loeseneriana Harms
- Bauhinia longicuspis Benth.
- Bauhinia longifolia (Bong.) Steud.
- Bauhinia longipedicellata Ducke
- Bauhinia longiseta Ducke
- Bauhinia longistipes T.Chen
- Bauhinia lorantha Gagnep.
- Bauhinia lucida (Miq.) Prain
- Bauhinia lunarioides A. Gray ex S. Watson
- Bauhinia lyrata Raizada
- Bauhinia macranthera Hemsl.
- Bauhinia macrophylla Poir.
- Bauhinia madagascariensis Desv.
- Bauhinia malabarica Roxb.
- Bauhinia malacotricha Harms
- Bauhinia malacotrichoides Cowan
- Bauhinia marginata D.Dietr.
- Bauhinia martinensis J.F.Macbr.
- Bauhinia maximilianii Benth.
- Bauhinia meeboldii Craib
- Bauhinia melastomatoidea R. Torres
- Bauhinia membranacea Benth.
- Bauhinia mendoncae Torre & Hillc.
- Bauhinia menispermacea Gagnep.
- Bauhinia merrilliana Perkins
- Bauhinia microstachya (Raddi) J.F.Macbr.
- Bauhinia miriamae R. Torres
- Bauhinia mollis (Bong.) D.Dietr.
- Bauhinia mombassae Vatke
- Bauhinia monandra Kurz
- Bauhinia morondavensis Du Puy & R.Rabev.
- Bauhinia multinervia (Kunth) DC.
- Bauhinia natalensis Hook.
- Bauhinia nervosa (Benth.) Baker
- Bauhinia nitida Benth.
- Bauhinia obtusata Vogel
- Bauhinia ombrophila Du Puy & R.Rabev.
- Bauhinia ornata Kurz
- Bauhinia ovata Vogel
- Bauhinia ovatifolia T.Chen
- Bauhinia oxysepala Gagnep.
- Bauhinia pachyphylla Merr.
- Bauhinia pansamalana Donn.Sm.
- Bauhinia pauciflora Merr.
- Bauhinia paucinervata T.Chen
- Bauhinia pauletia Pers.
- Bauhinia penicilliloba Gagnep.
- Bauhinia pentandra (Bong.) Steud.
- Bauhinia pervilleana Baill.
- Bauhinia pes-caprae Cav.
- Bauhinia petersiana Bolle
- Bauhinia petiolata (DC.) Hook.
- Bauhinia phoenicea Wight & Arn.
- Bauhinia pichinchensis Wunderlin
- Bauhinia picta (Kunth) DC.
- Bauhinia pinheiroi Wunderlin
- Bauhinia platycalyx Benth.
- Bauhinia platypetala Benth.
- Bauhinia platyphylla Benth.
- Bauhinia podopetala Baker
- Bauhinia poiteauana Vogel
- Bauhinia porphyrotricha Harms
- Bauhinia posthumi (de Wit) Cusset
- Bauhinia posthumii (de Wit) G. Cusset
- Bauhinia pottingeri Prain
- Bauhinia pottsii G.Don
- Bauhinia praesignis Ridl.
- Bauhinia prainiana Craib
- Bauhinia pringlei S.Watson
- Bauhinia pterocalyx Ducke
- Bauhinia pulchella Benth.
- Bauhinia pulla Craib
- Bauhinia purpurea L.
- Bauhinia pyrrhoclada Drake
- Bauhinia pyrrhoneura Korth.
- Bauhinia quinanensis T.Chen
- Bauhinia racemosa Lam.
- Bauhinia radiata Vell.
- Bauhinia rahmatii Merr.
- Bauhinia ramirezii Reynoso
- Bauhinia ramosissima Hemsl.
- Bauhinia reflexa Schery
- Bauhinia reticulata DC.
- Bauhinia rhodacantha Desv.
- Bauhinia richardiana DC.
- Bauhinia ridleyi Prain
- Bauhinia riedeliana Bong.
- Bauhinia roxburghiana Voigt
- Bauhinia rubeleruziana Donn.Sm.
- Bauhinia rubro-villosa K.Larsen & S.S.Larsen
- Bauhinia rufa (Bong.) Steud.
- Bauhinia rufescens Lam.
- Bauhinia rusbyi Britton
- Bauhinia rutenbergiana Vatke
- Bauhinia rutilans Benth.
- Bauhinia saccocalyx Pierre
- Bauhinia saigonensis Gagnep.
- Bauhinia scala-simiae Sandwith
- Bauhinia scandens L.
- Bauhinia seleriana Harms
- Bauhinia semibifida Roxb.
- Bauhinia seminarioi Eggers
- Bauhinia semla Wunderlin
- Bauhinia sessilifolia (DC.) Quinones
- Bauhinia similis Craib
- Bauhinia siqueiraei Ducke
- Bauhinia smilacifolia Benth.
- Bauhinia smilacina (Schott) Steud.
- Bauhinia somalensis Pic.Serm. & Roti Mich.
- Bauhinia sprucei Benth.
- Bauhinia steenisii K.Larsen & S.S.Larsen
- Bauhinia stenantha Diels
- Bauhinia stenocardia Standl.
- Bauhinia stenoloba (Britton & Killip) Wunderlin
- Bauhinia stenopetala Ducke
- Bauhinia stipularis Korth.
- Bauhinia strychnifolia Craib
- Bauhinia strychnoidea Prain
- Bauhinia subclavata Benth.
- Bauhinia subrotundifolia Cav.
- Bauhinia surinamensis Amshoff
- Bauhinia sylvani (de Wit) Cusset
- Bauhinia sylvanii (de Wit) G. Cusset
- Bauhinia syringifolia (F. Muell.) Wunderlin
- Bauhinia taitensis Taub.
- Bauhinia tarapotensis Benth.
- Bauhinia tenella Benth.
- Bauhinia tessmannii Harms
- Bauhinia thonningii Schum.
- Bauhinia tianlinensis T.C. Chen & D.X. Zhang
- Bauhinia tomentosa L.
- Bauhinia tortuosa Collett & Hemsl.
- Bauhinia touranensis Gagnep.
- Bauhinia tubicalyx Craib
- Bauhinia tumupasensis Rusby
- Bauhinia uleana Harms
- Bauhinia ungulata L.
- Bauhinia urbaniana Schinz
- Bauhinia urocalyx Harms
- Bauhinia uruguayensis Benth.
- Bauhinia vahlii Wight & Arn.
- Bauhinia variegata L.
- Bauhinia venustula T.Chen
- Bauhinia verrucosa Vogel
- Bauhinia vespertilio S.Moore
- Bauhinia vespertillo S.Moore
- Bauhinia vestita (Benth.) J.F.Macbr.
- Bauhinia viorna J.F.Macbr.
- Bauhinia viridescens Desv.
- Bauhinia viscidula Harms
- Bauhinia vulpina Rusby
- Bauhinia wallichii J.F.Macbr.
- Bauhinia weberbaueri Harms
- Bauhinia williamsii F.Muell.
- Bauhinia winitii Craib
- Bauhinia wrayi Prain
- Bauhinia wunderlinii R. Torres
- Bauhinia wuzhengyii S. S. Larsen
- Bauhinia xerophyta Du Puy & R.Rabev.
- Bauhinia yunnanensis Franch.

## Classificação do gênero
| Sistema | Classificação                     | Referência               |
| ------- | --------------------------------- | ------------------------ |
| Linné   | Classe Decandria, ordem Monogynia | Species plantarum (1753) |

## Espécies ameaçadas
- Bauhinia smilacina[3]